# Alice McKennis Duran
Alice McKennis Duran (* 19. August 1989 in Glenwood Springs, Colorado als Alice McKennis) ist eine ehemalige US-amerikanische Skirennläuferin. Ihre stärksten Disziplinen waren die Abfahrt und der Super-G.

## Biografie
McKennis bestritt im August 2004 ihre ersten FIS-Rennen, seit dem Winter 2005/06 startet sie regelmäßig im Nor-Am Cup. In der nächsten Saison gelang ihr in einem Super-G in Panorama das erste Top-10-Ergebnis in dieser Rennserie und in der Saison 2007/08 fuhr sie bereits fünf Mal unter die besten zehn. Im Februar 2008 nahm sie im spanischen Formigal erstmals an Juniorenweltmeisterschaften teil. Sie kam in allen Bewerben in die Wertung und erreichte als bestes Resultat den neunten Platz in der Abfahrt.
Am 5. Dezember 2008 startete McKennis in der Abfahrt von Lake Louise erstmals im Weltcup. Sie erreichte aber nur den 51. Platz und in dieser Saison blieb dies ihr einziges Weltcuprennen. Kurz darauf gelang ihr im Nor-Am Cup der Durchbruch: Innerhalb weniger Tage gewann sie beide Saisonabfahrten und zwei Super-Gs. In den weiteren Super-Gs erreichte sie zweimal einen vierten Platz und gewann damit sowohl die Abfahrts- als auch die Super-G-Wertung, wodurch sie in diesen Disziplinen einen Fixstartplatz im Weltcup für die nächste Saison erhielt. Bei den Juniorenweltmeisterschaften 2009 in Garmisch-Partenkirchen verfehlte sie als Vierte in der Abfahrt eine Medaille nur um zwei Hundertstelsekunden.
Anfang Dezember 2009 konnte McKennis erstmals im Weltcup punkten. In der ersten Abfahrt der Saison 2009/10 in Lake Louise fuhr sie mit Startnummer 49 auf den 18. Platz. Am nächsten Tag erreichte sie mit Platz zehn in der zweiten Abfahrt ihr erstes Top-10-Ergebnis. Sie startete bei den Olympischen Winterspielen 2010 in Vancouver in der Abfahrt, wurde jedoch disqualifiziert. Am 2. Januar 2011 erlitt McKennis im Super-G-Training in Saalbach-Hinterglemm einen Bruch des Schienbein-Plateus. Die Saison 2010/11 war für sie damit vorzeitig beendet. Bei ihrem Comeback zu Beginn der Saison 2011/12 erreichte McKennis mit Platz acht in der ersten Abfahrt von Lake Louise ihr bis dahin bestes Weltcupergebnis. Dieses Resultat konnte sie am Saisonende in Schladming mit Rang sieben in der Abfahrt weiter verbessern.
In der Saison 2012/13 erreichte McKennis zunächst einen weiteren Top-10-Platz als Achte der Abfahrt von Val-d’Isère, ehe sie am 12. Januar 2013 in der Abfahrt von St. Anton ihren einzigen Weltcupsieg feierte. Knapp zwei Monate später war für sie die Saison vorzeitig beendet, nachdem sie am 2. März in der Abfahrt von Garmisch-Partenkirchen stürzte und sich dabei einen Bruch des rechten Schienbeinkopfes zuzog.
Im Dezember 2013 kam sie über den Nor-Am Cup und zweit dortigen Top-10-Platzierungen zurück in den Weltcup. Als 43. fuhr sie jedoch bei der Abfahrt im französischen Val-d’Isère der Konkurrenz hinterher. Es blieb ihr letzter internationaler Start der Saison. Zu Beginn der Saison 2014/15 sammelte sie bereits in Lake Louise als 28. wieder Weltcup-Punkte. Auch im zweiten Abfahrtsrennen am Folgetag erreichte sie als 18. die Punkteränge. Im Januar verpasste sie als 11. der Abfahrt von Cortina nur knapp die Top 10. Im März wurde McKennis US-amerikanische Meisterin im Super-G. Im Februar 2017 gewann McKennis zwei Abfahrts-Rennen in Copper Mountain im Rahmen des Nor-Am Cup. Zudem feierte sie im Super-G zwei weitere Podestplätze.
Die Saison 2017/18 begann für McKennis mit einem 24. Platz in Lake Louise. Mit Rang 11 in Cortina erreichte sie wenige Wochen später ihr bestes Saisonresultat. Bei den Olympischen Winterspielen 2018 in Pyeongchang, zu denen sie nach ihrer verletzungsbedingten Absage von 2014 wieder antrat, belegte sie nach Rang fünf in der Abfahrt im Super-G den 16. Platz. Die Weltcup-Saison beendete sie wenig später auf Rang 45. der Weltcup-Gesamtwertung. Kurze Zeit nach Ende der Saison stürzte McKennis beim Trainieren junger Skifahrer im amerikanischen Downhiller-Camp in Mammoth Mountain und zog sich mehrere Frakturen zu. Die Schwere der Verletzung sorgte dafür, dass McKennis in der Weltcup-Saison 2018/19 an keinen internationalen Rennen teilnahm. Für die Saison 2019/20 hat der US-Skiverband jedoch ihr Comeback angekündigt. Seit April 2019 trainiert sie daher wieder.
Die nun nach ihrer Eheschließung unter neuem Namen startende McKennis Duran ließ im ersten Training der Abfahrt in Val-d’Isère noch mit Bestzeit aufhorchen, stürzte jedoch im ersten Rennen schwer. Wegen eines Bruchs des rechten Wadenbeins fiel sie für den Rest der Saison 2020/21 aus. Am 16. April 2021 erklärte sie ihren Rücktritt. Ab der Saison 2021/22 wird sie im Nachwuchsbereich als Trainerin tätig sein.

## Erfolge

### Olympische Spiele
- Pyeongchang 2018: 5. Abfahrt, 16. Super-G

### Weltmeisterschaften
- Schladming 2013: 17. Abfahrt

### Juniorenweltmeisterschaften
- Formigal 2008: 9. Abfahrt, 13. Kombination, 19. Super-G, 49. Riesenslalom, 52. Slalom
- Garmisch-Partenkirchen 2009: 4. Abfahrt, 12. Super-G, 39. Riesenslalom

### Weltcup
- 2 Podestplätze, davon 1 Sieg:

| Datum           | Ort       | Land       | Disziplin |
| --------------- | --------- | ---------- | --------- |
| 12. Januar 2013 | St. Anton | Österreich | Abfahrt   |

### Weltcupwertungen
| Saison  | Gesamt | Gesamt | Abfahrt | Abfahrt | Super-G | Super-G |
| Saison  | Platz  | Punkte | Platz   | Punkte  | Platz   | Punkte  |
| ------- | ------ | ------ | ------- | ------- | ------- | ------- |
| 2009/10 | 59.    | 112    | 20.     | 103     | 46.     | 9       |
| 2010/11 | 85.    | 50     | 32.     | 41      | 46.     | 9       |
| 2011/12 | 61.    | 105    | 20.     | 105     | –       | –       |
| 2012/13 | 41.    | 198    | 10.     | 198     | –       | –       |
| 2014/15 | 56.    | 109    | 23.     | 104     | 50.     | 5       |
| 2015/16 | 66.    | 86     | 26.     | 83      | 52.     | 3       |
| 2016/17 | 79.    | 51     | 33.     | 40      | 46.     | 46      |
| 2017/18 | 45.    | 177    | 18.     | 134     | 33.     | 33      |
| 2019/20 | 65.    | 87     | 28.     | 57      | 33.     | 30      |

### Nor-Am Cup
- Saison 2008/09: 4. Gesamtwertung, 1. Abfahrtswertung, 1. Super-G-Wertung
- Saison 2016/17: 3. Abfahrtswertung, 5. Super-G-Wertung
- 9 Podestplätze, davon 6 Siege:

| Datum             | Ort             | Land   | Disziplin |
| ----------------- | --------------- | ------ | --------- |
| 10. Dezember 2008 | Lake Louise     | Kanada | Abfahrt   |
| 11. Dezember 2008 | Lake Louise     | Kanada | Abfahrt   |
| 12. Dezember 2008 | Lake Louise     | Kanada | Super-G   |
| 14. Dezember 2008 | Panorama        | Kanada | Super-G   |
| 6. Februar 2017   | Copper Mountain | USA    | Abfahrt   |
| 6. Februar 2017   | Copper Mountain | USA    | Abfahrt   |

### Weitere Erfolge
- 1 Podestplatz im Europacup
- 1 Sieg im South American Cup
- 1 Sieg in FIS-Rennen
- 1 Nationaler Meistertitel (2015 Super-G)